# 海平吉氏
海平吉氏（ヘピョンギルし、해평길씨）は、朝鮮の氏族の一つ。本貫は慶尚北道亀尾市海平面（旧善山郡海平面）である。2015年調査では、22,187人（他に同系列の善山吉氏は13,636人）である。
始祖は、中国・宋から高麗に帰化した八学士の一人の吉唐である。

## 集姓村
- 全羅南道長城郡
- 全羅北道井邑市、高敞郡
- 京畿道坡州市交河、松村
- 全羅南道順天市、求礼郡、長城郡
- 慶尚南道河東郡、泗川市、咸陽郡安義、居昌郡
- 全羅北道茂朱郡[1]